# Меморіальний музей Івана Сошенка (Богуслав)
Меморіа́льний музе́й-сади́ба Іва́на Сошенка́ — освітньо-культурний заклад у м. Богуслав Київської області, який є відділом музею історії Богуславщини. Відкритий 15 грудня 1973 року.

## Історія музею
За сприяння та безпосередньої участі Заслуженого працівника культури УРСР, директора богуславського краєзнавчого музею Бориса Левченка, створений меморіальний музей-садиба Івана Сошенка у батьківській хаті, де митець народився та провів дитячі і юнацькі роки. 15 грудня 1973 року відбулося урочисте відкриття музею-садиби Івана Сошенка на Лабунській горі у Богуславі.
На музейному подвір'ї 12 червня 1982 року відкрито пам'ятник роботи скульптора Іди Копайгоренко та архітектора Вольдемара Богдановського.

## Експозиція музею
Експозиція музею, присвячена життю та творчості Івана Сошенка, зосереджена у трьох кімнатах (залах) будинку.
У першій кімнаті експонуються матеріали, що розповідають про дитячі на юнацькі роки Івана Сошенка. Цікавим тут є запис у метриці богуславської Покровської церкви, зроблений 2 червня 1807 року, що вказує про народження Сошенка та титульна сторінка метричної книги Богуславського повіту за 1807 рік, а також фоторепродукції, що розповідають про дитячі літа митця.
Експозиція другої кімнати висвітлює перебування Івана Максимовича у Петербурзі під час навчання у Петербурзькій Академії мистецтв у 1832—1838 роках.
У третій кімнаті розповідається про зустріч Сошенка з Т. Г. Шевченком, про роботу митця вчителем малювання у Ніжинській; Немирівській (1845—1848 роки) та Другій Київській гімназії.
У музеї також представлені фоторепродукції численних ескізів та малюнків митця, зокрема, «Портрет в Кумі» (Італія), «Форум Юлія у стародавньому Римі», «Битва Олександра Македонського з Дарієм», а також фоторепродукції, що розповідають про педагогічну діяльність Сошенка та про його останні роки життя.